# Valmet Rk 71
Rk 71 (Ryannakkokivaari 71 — штурмовая винтовка образца 1971 года) — автомат, разработанный финской компанией Valmet на основе Rk 62, который в свою очередь являлся вариантом АК. Он имел мушку установленную на дуле и прицел. Основные отличия от предшественника: форма цевья и прицельные приспособления. Ствольные накладки и пистолетная рукоятка выполнены из пластика, а фиксированный трубчатый плечевой упор — из металла. Был заменён автоматом Rk 76.

## Варианты
- Rk 71 — базовый вариант под патроны 7,62×39 мм или 5,56×45 мм.
- Rk 71 TP — вариант со складным металлическим прикладом.
- Rk 71S — самозарядный вариант для гражданского рынка с пластиковым или деревянным прикладом.